# Brick Block
Als Brick Block wird ein Wohn- und Geschäftshaus in Chatham im Bundesstaat Massachusetts der Vereinigten Staaten bezeichnet. Es wurde 1914 im Stil des Stick Style errichtet und 1977 in das National Register of Historic Places eingetragen.
Das 80 ft (24,4 m) im Quadrat messende Gebäude gilt als Musterbeispiel für hervorragendes Ziegelmauerwerk. Joseph Nickerson, der als Maurermeister die Arbeiten ausführte, gewann viele internationale Wettbewerbe.